# Meiseldorf
Meiseldorf – gmina w Austrii, w kraju związkowym Dolna Austria, w powiecie Horn, w regionie Waldviertel. Według danych Austriackiego Urzędu Statystycznego liczyła 904 mieszkańców (1 stycznia 2014).